# Hoplophthiracarus concolor
Hoplophthiracarus concolor är en kvalsterart som först beskrevs av Sergienko 2000.  Hoplophthiracarus concolor ingår i släktet Hoplophthiracarus och familjen Phthiracaridae. Inga underarter finns listade i Catalogue of Life.